# Distretto di Tunan Marca
Il distretto di Tunan Marca  è uno dei trentaquattro distretti della provincia di Jauja, in Perù. Si trova nella regione di Junín e si estende su una superficie di 30,07  chilometri quadrati.